# Melaniparus niger
Melaniparus niger é uma espécie de ave da família Paridae.
Pode ser encontrada nos seguintes países: Angola, Botswana, Malawi, Moçambique, Namíbia, África do Sul, Essuatíni, Zâmbia e Zimbabwe.
Os seus habitats naturais são: florestas secas tropicais ou subtropicais e savanas áridas.